# Callyna monoleuca
Callyna monoleuca là một loài bướm đêm trong họ Noctuidae.